# Наполеон (фільм, 1955)
«Наполеон» (англ. Napoleon) — фільм-біографія Наполеона Бонапарта. Франція, 1955 рік.

## Сюжет
Художня інтерпретація головних подій з життя імператора Франції.

## В ролях
- Данієль Желін та Раймон Пеллегрен — Наполеон I Бонапарт
- Жан Габен — маршал Жан Лан
- Саша Гітрі — Талейран
- Жан Маре — Монтолон
- Ів Монтан — маршал Лефевр
- Мішель Морган — Жозефіна Богарне
- Еріх фон Штрогейм — Людвіг ван Бетховен
- Люсьєн Бару — Людовик XVIII
- П'єр Брассер — віконт Поль де Баррас
- Орсон Веллс — Гадсон Лоу
- Жан-П'єр Омон — Рено де Сан Жан Анджелі
- Лана Марконі — Марія Валевська
- Даніель Дар'є — Елеонора Денюель
- Марія Шелл — Марія-Луїза Австрійська
- Джанна Марія Канале — Поліна Бонапарт
- Серж Реджані — Люсьєн Бонапарт
- Анрі Відаль — Йоахім Мюрат
- Джино Антоніні — Папа Пій VII
- Мішлін Прель — Гортензія Богарне
- Рене Бланкар — генерал Дюмербіон
- Моріс Тейнак — граф Еммануель Огюстен де Лас Каз
- Еме Кларіон — Корвізар, особистий лікар Наполеона (нема в титрах)
- Жан Дане — генерал Ґурґу (нема в титрах)
- Жан Дебюкур — Жозеф Фуше (нема в титрах)
- Луї де Фюнес — солдат (нема в титрах)
- Сімона Ренан — (епізодична роль вирізана при монтажі)